# El Pessebre
El Pessebre (katalanisch für Die Krippe) ist ein Oratorium des Cellisten, Dirigenten und Komponisten Pau Casals.

## Entstehungsgeschichte
Casals selbst hat es „das Friedensoratorium“ genannt.
Pau Casals ging angesichts des Spanischen Bürgerkrieges als engagierter Vertreter der spanischen republikanischen Regierung ins Exil nach Prades in Südfrankreich nahe der spanischen Grenze. Er schwor, erst nach Wiedererrichtung der Demokratie nach Spanien zurückzukehren. In Prades lernte er den ebenfalls vor der Franco-Diktatur flüchtigen Dichter Joan Alavedra (1896–1981) kennen. Dem 10-jährigen Zusammenleben beider Künstler im Exil in Prades entsprang eine große Biographie über Casals aus den Händen Alavedras sowie Casals’ Vertonung des von Alavedra verfassten „Krippengedichtes“ als Oratorium.
Weltweites Aufsehen erregte Casals, als er 1945 auf dem Höhepunkt seiner Karriere eine laufende Tournee abbrach und keine Konzerte mehr gab. Er brachte damit symbolisch seinen Widerstand gegen die Franco-Diktatur und die Nachsicht der benachbarten Länder zum Ausdruck. Im Rahmen dieses „persönlichen Kreuzzuges für den Frieden“ begann er die Komposition seines „Friedensoratoriums“ El Pessebre.
Im Dezember 1960 wurde es unter seiner Leitung in Acapulco/Mexiko uraufgeführt, nachdem er 1956 mit seiner 59 Jahre jüngeren Frau „Martita“ nach Puerto Rico, dem Geburtsort seiner Mutter, übergesiedelt war.

## Über das Oratorium
Casals’ bewusst schlichte Vertonung des Krippengedichtes von Alavedra entspringt der Musik des 19. Jahrhunderts.
Das Oratorium gliedert sich in einen Prolog und die Teile: Cap a Betlem (Auf dem Weg nach Bethlehem), La caravana dels Reis d’Orient (Die Karawane der Könige aus dem Morgenland), El Pessebre (Die Krippe) und Adoració (Die Anbetung).
Im Prolog beginnt nach einem Präludium die Weihnachtsgeschichte. Der Engel verkündet die Frohe Botschaft der bevorstehenden Geburt Jesu und fordert die Menschen auf, zum Stall von Bethlehem zu gehen. Die Hirten machen sich mit Geschenken auf den Weg nach Bethlehem. Dabei treffen sie auf mehrere Menschen, die die Leidensgeschichte Jesu erzählen und begleiten. Der Mann am Brunnen singt vom reinen Wasser, das einst die Sünden der Menschen fortwaschen wird. Der Fischer lässt dem Kindlein die Botschaft überbringen, dass er die Fische fangen werde, die er einst unter der Menge verteilen wird. Der Mann auf dem Felde erzählt von einem Traum, in dem ihm ein Engel erschienen war. Dieser verkündete ihm die Geburt eines großen Sämanns, der Brot verteilen wird zu seinem Gedenken. Das Paar bei der Weinlese arbeitet für den Wein, mit dem Jesus einst die Kelche füllen wird als Symbol für sein im Leid vergossenes Blut. Die Alte an der Spindel erzählt von dem Leichentuch, das sie gerade spinnt.
Der zweite Teil des Oratoriums schildert den Zug der Drei Könige aus dem Morgenland. Orientalisch anmutende Melodien lassen ein Bild einer Karawane entstehen. Die Pagen und Kameltreiber der Drei Könige beweinen in einem Terzett diesen beschwerlichen Marsch, dessen Ursache sie nicht kennen. Selbst die Kamele stimmen ein Klagelied an, bis die Drei Weisen ihr Geheimnis lüften und vom Wunder der Geburt Jesu erzählen.
Der dritte Teil, Die Krippe, führt den Hörer in den Stall zu Bethlehem. Nach einem Intermezzo folgt ein inniges und zartes Sopransolo der Mutter Gottes, das sich im Verlauf ins Dramatische steigert. Darin berichtet sie von der Verkündigung und der Leidensgeschichte bis hin zum Kreuzestod Jesu. Es folgen Chöre und Soli der Tiere im Stall, die das Neugeborene besingen.
Der vierte und letzte Teil des Oratoriums zeigt Die Anbetung durch die ankommenden Hirten und Weisen aus dem Morgenland. Diese freudige Anbetungsszene wird jäh durch dissonantes Gedröhn unterbrochen: ein Engel stürmt wie ein Bote einer nahenden Apokalypse über Bethlehem dahin. Die Drohung ist jedoch bald verflogen. Dem kurzen Schrecken folgt eine Szene allumfassender Brüderlichkeit. Gemeinsam stimmen die Könige und Hirten einen Lobgesang an, der mit einer Friedensbotschaft endet: „Pau“ (Friede).